# Aragónia uralkodóinak listája
Aragónia uralkodóinak listáját tartalmazza az alábbi táblázat. Aragónia ma Spanyolország egy tartománya, de a kora középkorban Aragóniai Királyság néven önálló állam volt, nagy befolyással az Ibériai-félszigeten. Királyainak hatalma egyes időszakokban kiterjedt Katalóniára, Valenciára, Mallorcára, Szicíliára, Szardíniára és egyes dél-franciaországi területekre, köztük Montpellier városára is.

## Aragóniai Királyság (1035–1555)

### Jimeno-ház (1035–1164)
| Uralkodó                                                                        | Életterminusa                                          | Uralkodása kezdete   | Uralkodása vége      | Uralkodóháza | Megjegyzés                                                                                             | Portré |
| ------------------------------------------------------------------------------- | ------------------------------------------------------ | -------------------- | -------------------- | ------------ | --- | ------ |
| I. Ramiro spanyolul: Ramiro I Aragónia királya                                  | 1006 körül – 1063. május 8. (57 éves kora körül)       | 1035. október 18.    | 1063. május 8.       | Jimenóiak    | III. Sancho navarrai király házasságon kívüli fia, egyben Aragónia első királya                        |        |
| Sancho Ramírez spanyolul: Sancho Ramírez Aragónia és Navarra királya            | 1042 körül – 1094. június 4. (52 éves kora körül)      | 1063. május 8.       | 1094. június 4.      | Jimenóiak    | I. Ramiro aragóniai király és Ermisenda de Bigorra fia, egyben Navarra királya (1076–94)               |        |
| I. Péter spanyolul: Pedro I Aragónia és Navarra királya                         | 1068 körül – 1104. szeptember 28. (36 éves kora körül) | 1094. június 4.      | 1104. szeptember 28. | Jimenóiak    | Sancho Ramírez aragóniai és navarrai király és Isabel d’Urchel fia                                     |        |
| I. Harcos Alfonz spanyolul: Alfonso I el Batallador Aragónia és Navarra királya | 1073 körül – 1134. szeptember 7. (61 éves kora körül)  | 1104. szeptember 28. | 1134. szeptember 7.  | Jimenóiak    | I. Péter király féltestvére, Sancho Ramírez és Felicia de Roucy fia                                    |        |
| II. Szerzetes Ramiro spanyolul: Ramiro II el Monje Aragónia királya             | 1086. április 24. – 1157. augusztus 16. (71 évesen)    | 1134. szeptember 29. | 1137 augusztusa      | Jimenóiak    | I. Alfonz király testvére, 1137-ben lemondott leánya, Petronila javára                                 |        |
| I. Petronila spanyolul: Petronila I Aragónia királynője                         | 1136. június 29. – 1173. október 15. (37 évesen)       | 1137 augusztusa      | 1164. július 18.     | Jimenóiak    | II. Ramiro aragóniai király és Aquitániai Ágnes királyné leánya, 1164-ben lemondott fia, Alfonz javára |        |

### Barcelonai-ház (1164–1410)
| Uralkodó                                                                                                 | Életterminusa                                        | Uralkodása kezdete   | Uralkodása vége      | Uralkodóháza | Megjegyzés | Portré |
| --- | ---------------------------------------------------- | -------------------- | -------------------- | ------------ | --- | ------ |
| II. Szemérmes Alfonz spanyolul: Alfonso II el Casto Aragónia királya, Barcelona grófja                   | 1157 márciusa – 1196. április 25. (39 évesen)        | 1164. július 18.     | 1196. április 25.    | Barcelonaiak | IV. Rajmund Berengár, Barcelona grófja és Petronila aragóniai királynő fia, egyben Provence grófja (1166–71)           |        |
| II. Katolikus Péter spanyolul: Pedro II el Católico Aragónia királya, Barcelona grófja                   | 1178 júliusa – 1213. szeptember 13. (35 évesen)      | 1196. április 25.    | 1213. szeptember 14. | Barcelonaiak | II. Alfonz aragóniai király és Kasztíliai Sancha királyné fia                                                          |        |
| I. Hódító Jakab spanyolul: Jaime I el Conquistador Aragónia és Valencia királya, Barcelona grófja        | 1208. február 2. – 1276. július 27. (68 évesen)      | 1213. szeptember 14. | 1276. július 27.     | Barcelonaiak | II. Péter aragóniai király és Maria de Montpelhièr grófnő fia                                                          |        |
| III. Nagy Péter spanyolul: Pedro III el Grande Aragónia és Valencia királya, Barcelona grófja            | 1239 körül – 1285. november 11. (42 éves kora körül) | 1276. július 27.     | 1285. november 11.   | Barcelonaiak | I. Jakab aragóniai és valenciai király és Magyarországi Jolán királyné fia, egyben Szicília királya (1282–85)          |        |
| III. Pártatlan Alfonz spanyolul: Alfonso III el Franco Aragónia és Valencia királya, Barcelona grófja    | 1265. november 4. – 1291. június 18. (25 évesen)     | 1285. november 11.   | 1291. június 18.     | Barcelonaiak | III. Péter aragóniai és valenciai király és Szicíliai Konstancia királyné fia                                          |        |
| II. Igazságos Jakab spanyolul: Jaime II el Justo Aragónia és Valencia királya, Barcelona grófja          | 1267. augusztus 10. – 1327. november 2. (60 évesen)  | 1291. június 18.     | 1327. november 2.    | Barcelonaiak | III. Alfonz aragóniai és valenciai király testvére, először Szicília (1285–96), majd Szardínia királya (1297–1327)     |        |
| IV. Jóságos Alfonz spanyolul: Alfonso IV el Benigno Aragónia és Valencia királya, Barcelona grófja       | 1299. november 2. – 1336. január 24. (36 évesen)     | 1327. november 2.    | 1336. január 24.     | Barcelonaiak | II. Jakab aragóniai és valenciai király és Anjou Blanka királyné fia                                                   |        |
| IV. Szertartásos Péter spanyolul: Pedro IV el Ceremonioso Aragónia és Valencia királya, Barcelona grófja | 1319. szeptember 5. – 1387. január 5. (67 évesen)    | 1336. január 24.     | 1387. január 5.      | Barcelonaiak | IV. Alfonz aragóniai és valenciai király és Entençai Teréz, Urgell grófnőjének fia, egyben Szardínia királya (1336–87) |        |
| I. Vadász János spanyolul: Juan I el Cazador Aragónia és Valencia királya, Barcelona grófja              | 1350. december 27. – 1396. május 19. (45 évesen)     | 1387. január 5.      | 1396. május 19.      | Barcelonaiak | IV. Péter aragóniai és valenciai király és Szicíliai Eleonóra királyné fia, egyben Szardínia királya (1387–96)         |        |
| I. Emberséges Márton spanyolul: Martín I el Humano Aragónia és Valencia királya, Barcelona grófja        | 1356. július 29. – 1410. május 31. (54 évesen)       | 1396. május 19.      | 1410. május 31.      | Barcelonaiak | I. János aragóniai és valenciai király testvére, egyben Szicília (1392–1409) és Szardínia királya is (1396–1410)       |        |

### Trastámara-ház (1412–55)
| Uralkodó                                                                                                  | Életterminusa                                      | Uralkodása kezdete | Uralkodása vége   | Uralkodóháza | Megjegyzés | Portré |
| --- | -------------------------------------------------- | ------------------ | ----------------- | ------------ | --- | ------ |
| I. Igazságos Ferdinánd spanyolul: Fernando I el Justo Aragónia és Valencia királya, Barcelona grófja      | 1380. november 27. – 1416. április 22. (35 évesen) | 1412. június 28.   | 1416. április 22. | Trastámarák  | IV. Péter király unokája, I. János kasztíliai és leóni király és Aragóniai Eleonóra királyné fia, egyben Szicília és Szardínia királya is (1412–1416)                                              |        |
| V. Nagylelkű Alfonz spanyolul: Alfonso V el Magnánimo Aragónia és Valencia királya, Barcelona grófja      | 1396 körül – 1458. június 27. (62 éves kora körül) | 1442. június 2.    | 1458. június 27.  | Trastámarák  | I. Ferdinánd aragóniai és valenciai király és Alburquerquei Eleonóra királyné fia |        |
| II. Nagy János spanyolul: Juan II el Grande Aragónia és Valencia királya, Barcelona grófja                | 1398. június 29. – 1479. január 19. (80 évesen)    | 1458. június 27.   | 1479. január 19.  | Trastámarák  | V. Alfonz király testvére, egyben Navarra iure uxoris királya (1425–1479) első felesége, Blanka királynő jogán                                                                                     |        |
| II. Katolikus Ferdinánd spanyolul: Fernando II la Católica Aragónia és Valencia királya, Barcelona grófja | 1452. március 10. – 1516. január 25. (63 évesen)   | 1479. január 20.   | 1516. január 25.  | Trastámarák  | II. János aragón és navarrai király és Juana Enríquez fia, felesége, I. Izabella királynő mellett Kasztília régense                                                                                |        |
| I. Őrült Johanna spanyolul: Juana I la Loca Kasztília és Aragónia királynője                              | 1479. november 6. – 1555. április 12. (75 évesen)  | 1516. január 25.   | 1555. április 12. | Trastámarák  | II. Ferdinánd király és I. Izabella kasztíliai és leóni királynő leánya, társuralkodója férje, Szép Fülöp, majd annak halála után régens mellette fiuk, a későbbi császár és király, Károly infáns |        |